# Paseos de la Pradera
Paseos de la Pradera är en ort i Mexiko.   Den ligger i kommunen Atotonilco de Tula och delstaten Hidalgo, i den sydöstra delen av landet, 50 km norr om huvudstaden Mexico City. Paseos de la Pradera ligger 2 264 meter över havet och antalet invånare är 1 131.
Terrängen runt Paseos de la Pradera är kuperad åt sydost, men åt nordväst är den platt. Runt Paseos de la Pradera är det ganska tätbefolkat, med 179 invånare per kvadratkilometer. Närmaste större samhälle är Colonia Santa Teresa, 5,1 km söder om Paseos de la Pradera. I omgivningarna runt Paseos de la Pradera växer huvudsakligen savannskog.